# Herbertstraße

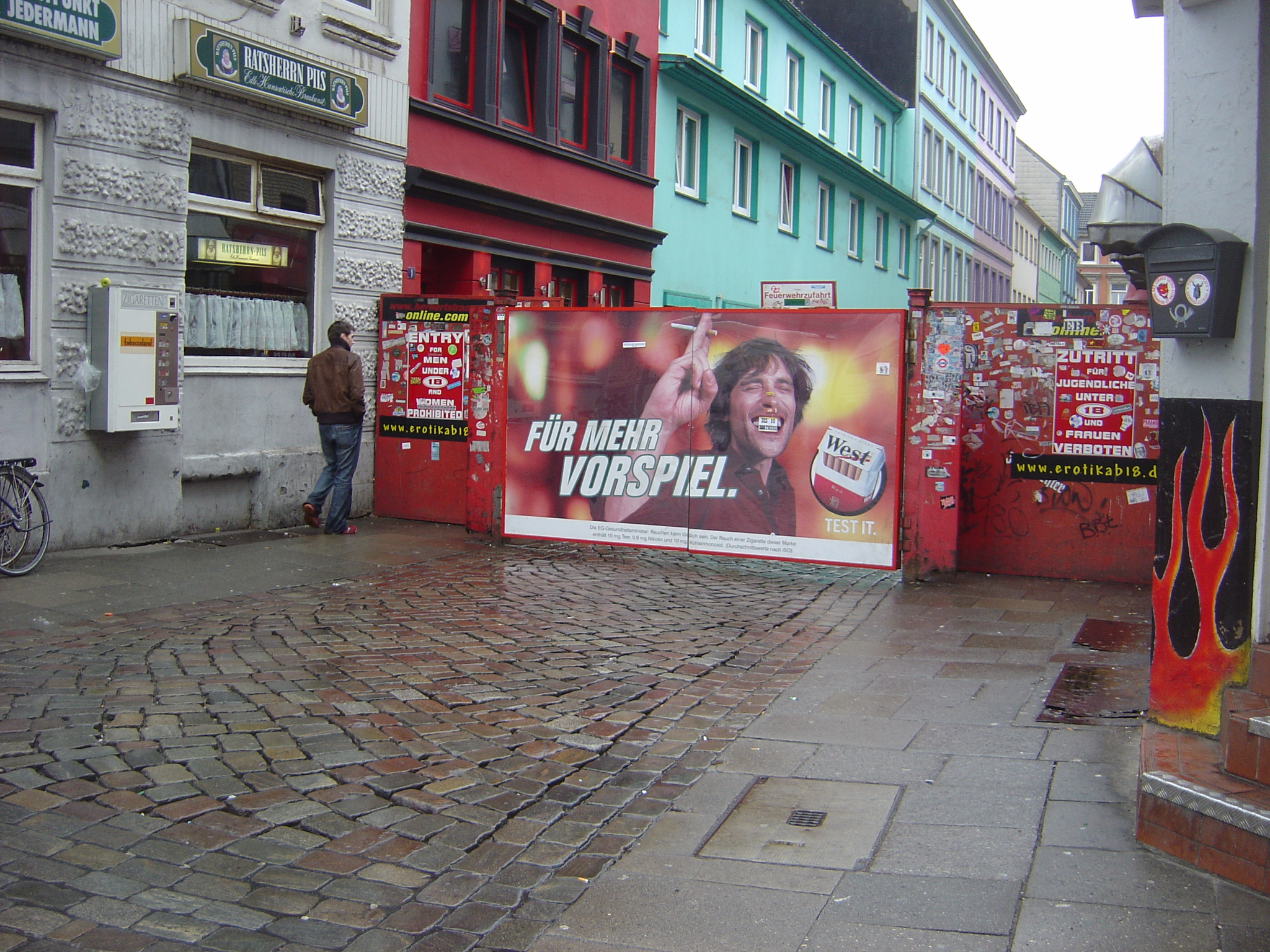
Ingresso della Herbertstraße, segnalato da alcune barriere

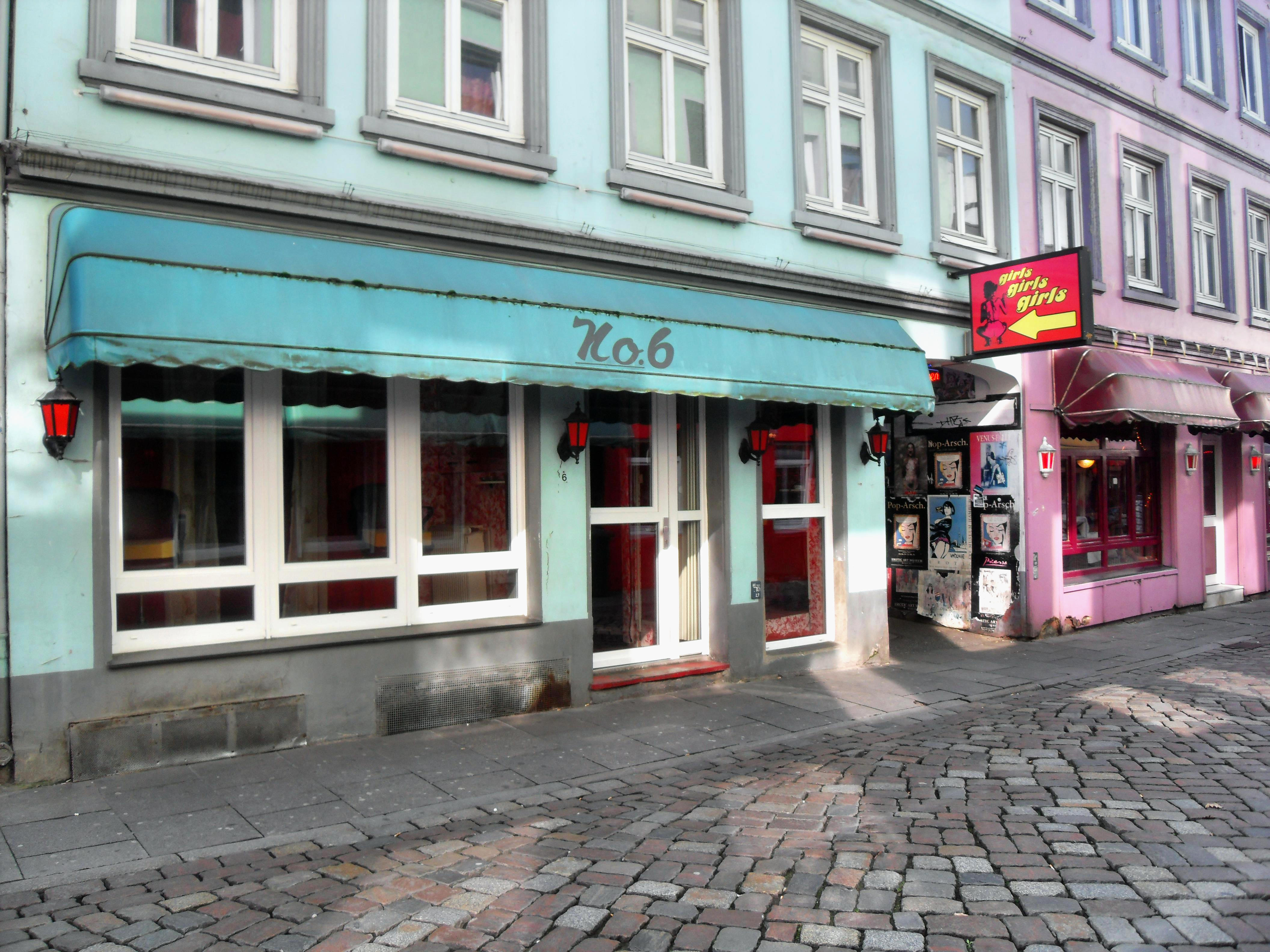
Edifici della Herbertstraße

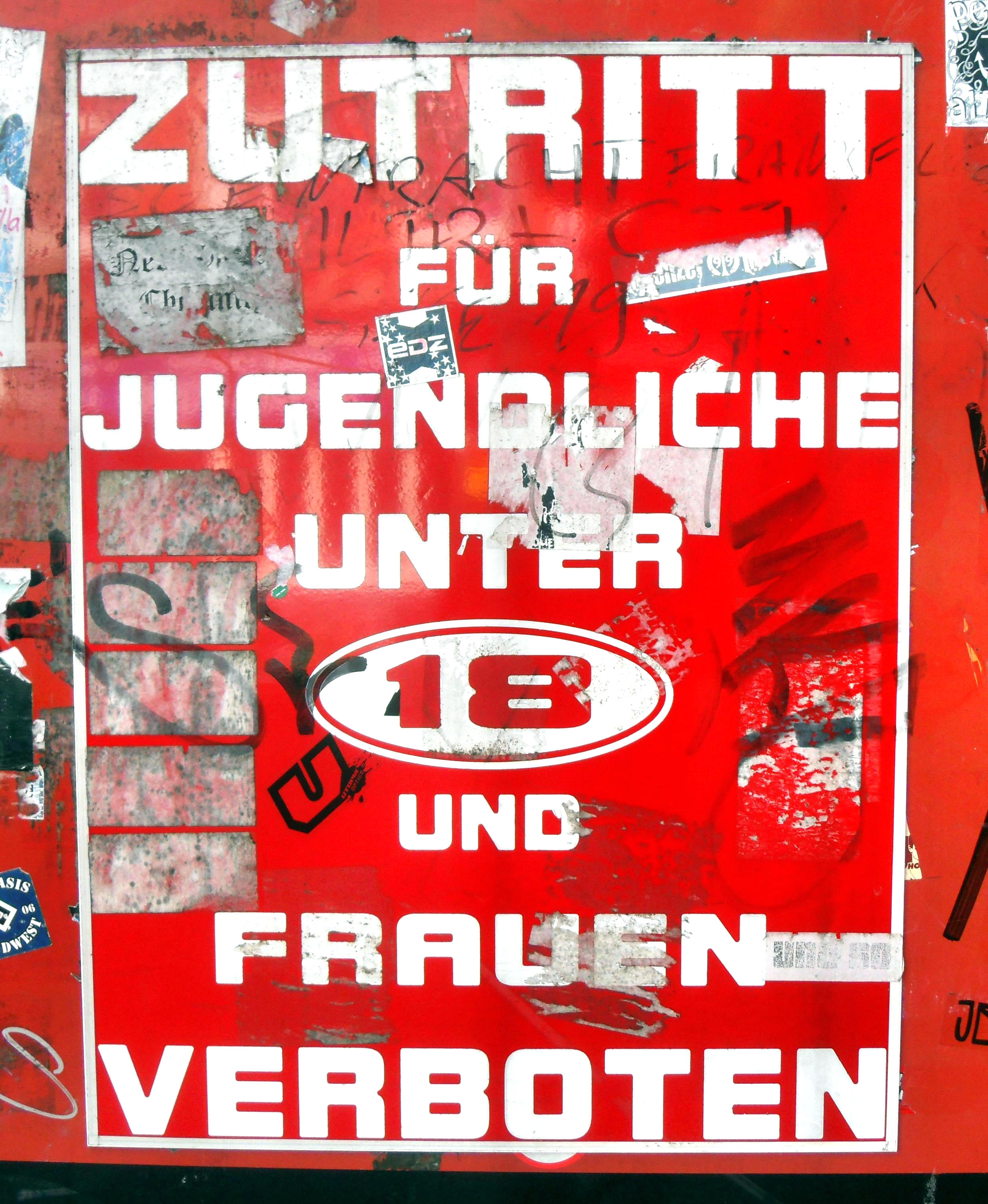
Herbertstraße: i cartelli all'inizio della via che vietano l'ingresso alle donne e ai minorenni

La Herbertstraße (/'hɛʀbɐ:t.ʃtʀasse/;  ex-Heinrichstraße) è una nota via del quartiere St. Pauli di Amburgo, situata nei pressi della principale via a luci rosse Reeperbahn, che deve la propria fama al fatto di essere rimasta l'unica strada cittadina dove è ancora possibile trovare le prostitute in vetrina come accade nel famoso quartiere "De Wallen" di Amsterdam.

## Descrizione

### Ubicazione
La via si trova nei pressi della Hans-Albers-Platz (la piazza a sud della Reeperbahn dedicata a Hans Albers), della Spielbudenplatz (la strada dove si trova, tra l'altro, il St. Pauli-Theater della Davidwache, il famoso edificio del distretto di polizia della zona, situata tra la Spielbudenplatz e la Davidstraße, una laterale a sud della Reeperbahn) e di cui la Herbertstraße è a sua volta una laterale.

### Profilo della zona
La via misura una sessantina di metri, lungo la quale si affacciano degli edifici variopinti.
Nella via vi lavorano circa 250 donne (soprannominate - per il loro abbigliamento - Stiefelfrauen, ovvero "le donne con gli stivali"), che offrono le proprie prestazioni sedute su alcune poltroncine in plastica  dietro ad alcune vetrine, illuminate al neon  e sistemate su entrambi i lati della strada. 

Tradizionalmente l'attività pare venga esercitata senza la mediazione di "protettori" (in realtà, esiste anche un sindacato dei "protettori"),  e gli appartamenti sono gestiti dalle prostitute più "anziane".
L'ingresso  alla via, contrassegnato da alcune barriere in ferro di color rosso è proibito alle donne e ai maschi di età inferiore ai 18 anni,, come segnalato da cartelli sulle barriere che recano appunto la scritta in tedesco Zutritt für Männer unter 18 und Frauen verboten e in inglese Entry for men under 18 and women prohibited. (v. immagine) 

Tale divieto, che risale agli anni settanta  ,  è dovuto al fatto che le prostitute vogliono proteggere la propria dignità dagli sguardi di coloro che si addentrano nella via per pura curiosità. E sebbene il divieto non abbia valore legale (trattandosi di una strada pubblica), ma sia semplicemente un "suggerimento" delle forze di polizia, le prostitute reagiscono in malo modo nei confronti dei "trasgressori", in particolare nei confronti delle donne, che possono venir accolte dal lancio di uova marce o di gavettoni (anche d'acqua bollente!).

Questo differenzia sostanzialmente la Herbertstraße dal quartiere a luci rosse di Amsterdam "De Wallen", il più grande quartiere a luci rosse d'Europa, dove è consentito a frotte di turisti e curiosi di passare tranquillamente di fronte alle vetrine con le prostitute in bell'evidenza, senza che il luogo sia contrassegnato dalla presenza di barriere o divieti.

## Storia

### Origini del nome
La via non è intitolata a una persona in particolare.  Il nome si rifà a una consuetudine di chiamare le vie del quartiere semplicemente con nomi propri maschili  (altri esempi sono la  Davidstraße, la Erichstraße, la Friedrichstraße ecc.), seguendo un puro ordine alfabetico.

Tale usanza risale alla ricostruzione del quartiere dopo l'incendio del 1814 provocato deliberatamente a scopo difensivo dalle truppe di occupazione francesi, guidate dal generale Dovout.
Un tempo la via si chiamava "Heinrichstraße";  poi il nome è stato cambiato in "Herbertstraße".

### L'esercizio della prostituzione nella via
Si hanno notizie della Herbertstraße come via legata all'esercizio della prostituzione sin dagli inizi del Novecento, quando vi furono trasferite le case chiuse che prima trovavano posto nella limitrofa Davidstraße e in altre vie del quartiere di St. Pauli, ma che furono costrette a spostarsi dopo aver perso la licenza per l'esercizio dell'attività.
Con l'avvento del Nazismo, l'esercizio della prostituzione e gli spettacoli di striptease furono proibiti nel 1933. Tale divieto si rese tuttavia pressoché impossibile nel quartiere St. Pauli di Amburgo (trattandosi di un "business" ormai radicato), dove la Reeperbahn e le vie limitrofe come la Herbertstraße rappresentarono dunque un'eccezione.

Risale a quell'epoca la chiusura della strada tramite alcune barriere: la scelta operata dai nazisti pare comunque non fosse stata fatta a garanzia delle prostitute e della loro "privacy", quanto semplicemente per "nascondere" il più possibile questa via licenziosa, ufficialmente "illegale".
Negli  anni settanta, la polizia aggiunse, sia per mantenere l'ordine pubblico, sia su sollecitazione delle stesse prostitute, il cartello che vieta l'ingresso alle donne e ai maschi di età inferiore ai 18 anni  (v. sopra).
Nel 2010, è stato presentato da un investitore un piano per acquisire alcuni edifici della via ed aprirvi un'esposizione intitolata "Sexarbeit" (il "lavoro del sesso"). Il piano ridurrebbe di circa 11 metri  l'area riservata all'esercizio della prostituzione e vietata alle donne e ai minori di 18 anni.

## La strada nel cinema
- Nel 1967, le prostitute della Herbertstraße furono impiegate in un film diretto dal regista Jürgen Roland, intitolato Polizeirevier Davidswache e girato nella via[11]